# Swiss Open 1972

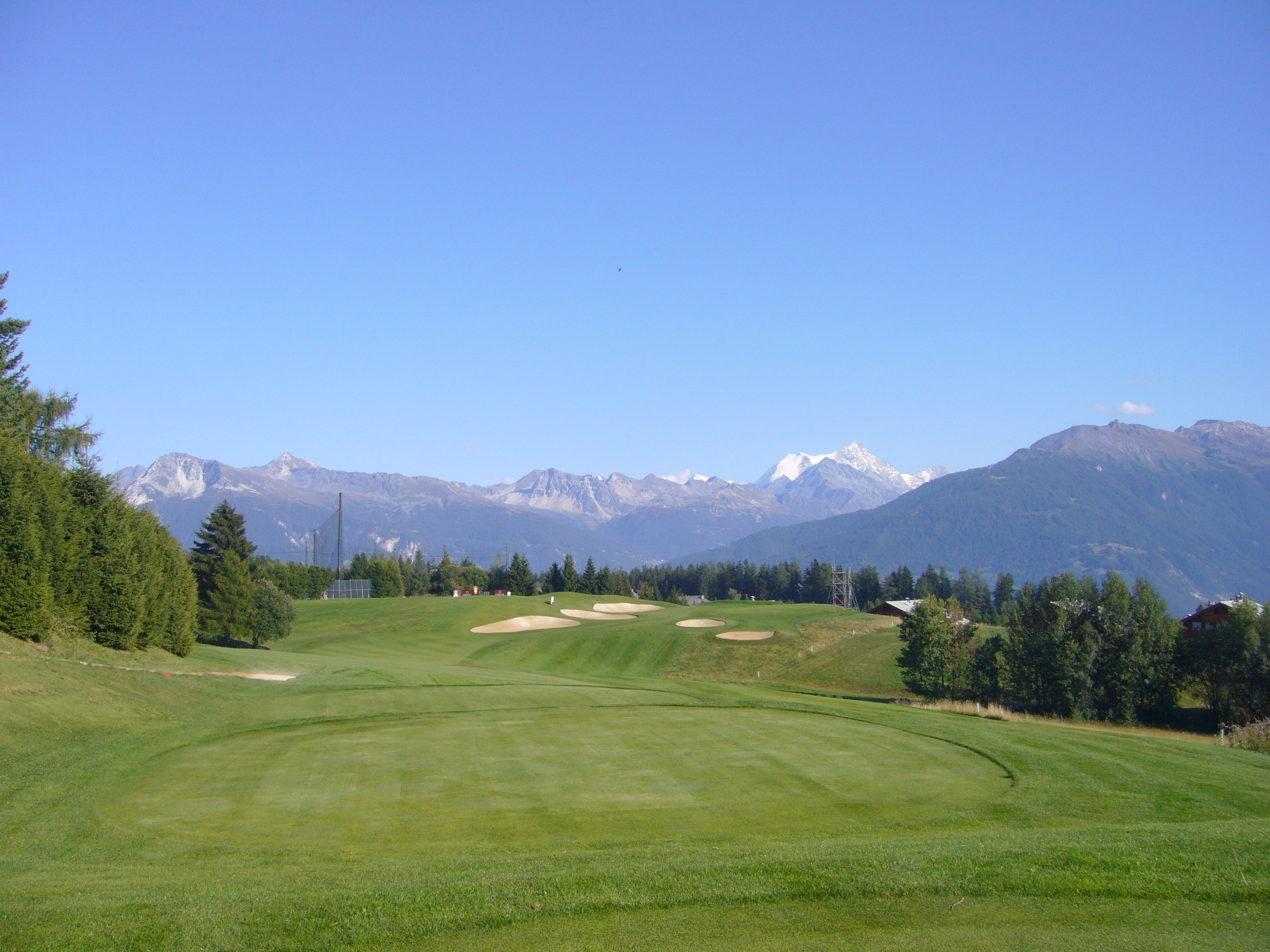
Hole 7 met uitzicht op de Alpen

Het Zwitsers Open bestaat sinds 1923 maar maakt sinds 1972 deel uit van de toen net opgerichte Europese PGA Tour. Het werd van 27-30 juli gespeeld op de Golf Club Crans-sur-Sierre.
In 1972 werd het toernooi na drie rondes gewonnen door de Australiër Graham Marsh, die het toernooi ook al in 1970 had gewonnen, toen het nog deel uitmaakte van het Europese Circuit. Een week later won hij ook het German Open in Frankfurt.
Cees Dorrestein en Flory van Donck misten de cut,  Jan Dorrestein werd 80ste en Donald Swaelens eindigde op de 12de plaats.
Vanaf 1972:
1972 · 
1973 · 
1974 · 
1975 · 
1976 · 
1977 · 
1978 · 
1979 · 
1980 · 
1981 · 
1982 ·   
1983 · 
1984 ·
1985 ·
1986 ·
1987 ·
1988 ·
1989 ·
1990 ·
1991 ·
1992 ·
1993 ·
1994 ·
1995 ·
1996 · 
1997 ·
1998 ·
1999 · 
2000 · 
2001 · 
2002 · 
2003 · 
2004 · 
2005 · 
2006 · 
2007 · 
2008 · 
2009 · 
2010 · 
2011 · 
2012 · 
2013 · 
2014
1972 ·
1973 ·
1974 ·
1975 ·
1976 ·
1977 ·
1978 ·
1979 ·
1980 ·
1981 ·
1982 ·
1983 ·
1984 ·
1985 ·
1986 ·
1987 ·
1988 ·
1989 ·
1990 ·
1991 ·
1992 ·
1993 ·
1994 ·
1995 ·
1996 ·
1997 ·
1998 ·
1999 ·
2000 ·
2001 ·
2002 ·
2003 ·
2004 ·
2005 ·
2006 ·
2007 ·
2008 ·
2009 ·
2010 ·
2011 ·
2012 ·
2013 ·
2014 ·
2015 ·
2016